# Otto von Tübingen
Otto von Tübingen (* vor 1270; † 1284) war ein Pfalzgraf von Tübingen.

## Familie
Er war der zweitälteste Sohn des Pfalzgrafen Hugo IV. von Tübingen und dessen zweiter Ehefrau Beatrix von Eberstein, Tochter des Grafen Otto, die in ihrer zweiten Ehe mit Konrad II. Graf von Flügelau († 1301) verheiratet war. Er wird nach 1284 nicht mehr urkundlich erwähnt und starb wohl früh und wahrscheinlich unverheiratet, ohne Nachkommen zu hinterlassen.

### Halbbruder aus der 1. Ehe des Vaters
- Rudolf III. Pfalzgraf von Tübingen, Canonicus zu Sindelfingen († 7. September 1272)

### Geschwister aus der 2. Ehe des Vaters
- Hugo V. von Tübingen
- Ludwig von Tübingen
- Kunigunde, Nonne zu Kirchberg
- Luitgard († 13. November 1309) ⚭ Burchard IV. Graf von Hohenberg († 24. Juli 1318)

## Leben und Wirken
Am 23. März 1270 beurkundete er mit seinen Brüdern den Grafen Rudolf und Hugo von Tübingen, dass Otto und Hugo für ihr Seelenheil und das Seelenheil ihrer Vorfahren ihren Hof zu Öschelbronn dem Kloster Kirchberg übergeben zu haben, weil sich dort eine Grablege ihrer Vorfahren befand und weil ihre leibliche Schwester Kunigunde dort Klosterfrau war.
Am 22. Juni 1270 verlieh er mit seinen Brüdern, den Pfalzgrafen Hugo und Ludwig von Tübingen mit Zustimmung ihres Oheims und Vormunds Grafen Rudolf von Tübingen sowie ihres Großvaters Otto von Eberstein der Stadt Horb besondere Rechte.
Am 5. März 1276 belehnte Pfalzgraf Otto von Tübingen belehnt Getreuen Marquard von Bittelbronn, dessen Schwiegervater den Schultheißen Eberwin von Dornstetten und Schwager Hugo mit den Lehen, die sie seither von seinem verstorbenen Vater gehabt haben, nämlich 2 Höfen in Hailfingen, welche ehemals sein Oheim Graf Rudolf von Tübingen besessen hatte.
1276 bestätigte Pfalzgraf Otto von Tübingen den Verkauf und die Übergabe einer Hofstatt, eines Baumgartens und etlicher hierzu gehöriger Acker zu Reuthin durch Ůl. und seine Mutter mit seinen Schwestern an Priorin und Konvent von Kirchberg.
Am 6. März 1282 verlieh Pfalzgraf Otto von Tübingen der Priorin und dem Konvent Predigerordens in seiner Stadt Horb Freiheit von städtischen Diensten und Abgaben. Unter anderem befreite er das Dominikanerinnenkloster von der "vigilia" (lat. Nachtwache). Dabei wird das Kloster erstmals nachweislich als dem Predigerorden zugehörig bezeichnet.
Als Egon III. von Fürstenberg aus freien Stücken 1288 die reichslehenbaren Täler Mühlenbach und Riedsbach sowie das Dorf Steinach zu Händen Rudolfs von Habsburg vergab, bat er darum, dass Herrmann von Geroldsegg und Otto von Tübingen damit belehnt würden, was auch geschah.